# Ковзан, Борис Иванович
Бори́с Ива́нович Ко́взан (бел. Барыс Iванавiч Коўзан; 7 апреля 1922 — 31 августа 1985) — в 1941 году советский лётчик-истребитель 744-го истребительного авиационного полка 240-й истребительной авиационной дивизии 6-й воздушной армии Северо-Западного фронта, заместитель командира полка. Полковник запаса, Герой Советского Союза. Во время Великой Отечественной войны в воздушных боях четырежды таранил самолёты противника.
Единственный в мире летчик, который совершил 4 воздушных тарана и остался в живых.
Восстановившись после потери одного глаза в результате ранения, продолжал воевать и сбивать вражеские самолёты.

## Биография
Борис Иванович Ковзан родился в городе Шахты Ростовской области в семье почтового служащего. В 1935 году семья Ковзан переехала в город Бобруйск. Окончил 8 классов школы в городе Бобруйске Могилёвской области Белорусской ССР. Первые шаги в небо сделал в Бобруйском аэроклубе. В Красной армии с 1939 года. Окончил Одесскую военно-авиационную школу. В 1939 году вступил в ВЛКСМ.
На фронтах Великой Отечественной войны с 1941 года. Уже 24 июня 1941 года в битве за Гомель на истребителе И-15 бис сбил бомбардировщик Дорнье 215. С октября 1941 года воевал в составе 42-го истребительного авиационного полка, принимал участие в битве за Москву. 29 октября 1941 года в районе Зарайска после израсходования боеприпасов таранил «Мессершмит-110». Ковзану удалось винтом своего самолёта обрубить хвостовое оперение немецкого истребителя и после благополучно посадить самолёт у деревни Титово, где местные жители помогли восстановить винт самолёта.
21 февраля 1942 года при прикрытии участка Валдай — Вышний Волочек на истребителе Як-1 протаранил вражеский Юнкерс-88. В ходе тарана самолёт Ковзана на некоторое время увяз в фюзеляже Юнкерса, а после совершил жесткую посадку в окрестностях Торжка.
9 июля 1942 года в бою под Новгородом на машине МиГ-3 совершил боковой таран истребителя Мессершмит-109. После столкновения немецкий летчик не смог выровнять самолёт и разбился, у истребителя Ковзана заглох мотор, но ему удалось посадить самолёт близ Любницы.
За три тарана вражеских самолётов в начале июля 1942 года представлен к званию Героя Советского Союза, но в штабе 6-й воздушной армии награда заменена на орден Красного Знамени.
13 августа 1942 года на самолёте Ла-5 капитан Ковзан обнаружил группу бомбардировщиков и истребителей противника. В бою с ними он был подбит, получил ранение глаза, и тогда Ковзан направил свой самолёт на вражеский бомбардировщик. От удара Ковзана выкинуло из кабины и с высоты 6000 метров с не полностью раскрывшимся парашютом он упал в болото, сломав ногу и несколько рёбер. Из болота его вытащили подоспевшие партизаны и переправили через линию фронта. В госпитале Ковзан провёл 10 месяцев, потерял правый глаз. После лечения добился разрешения продолжить лётную службу.
Всего за годы войны он совершил 360 боевых вылетов, провёл 127 воздушных боев, сбил 28 немецких самолётов, из них один в группе, а 4 самолёта сбил тараном.
После войны продолжил службу. В 1954 году закончил Военно-воздушную академию.
С 1958 года подполковник Ковзан — в запасе. Жил в Рязани, работал начальником аэроклуба. Затем полковник в отставке Ковзан жил в Минске.
Умер 30 августа 1985 года. Похоронен на Северном кладбище в Минске.

## Воздушные победы
Всего 28 побед:
| №  | Дата            | Место                             | Приём воздушного боя | Тип самолёта             | Исход боя                                     |
| 1  | 24 июня 1941    | Гомель                            | пулемётным огнём     | бомбардировщик           | Противник сбит.                               |
|    | 29 октября 1941 | Зарайск, Московской области       | таран                | самолёт-разведчик Ме-110 | Противник сбит, самолёт вернулся на аэродром. |
|    | 21 февраля 1942 | Торжок Тверской области           | таран                | бомбардировщик Ю-88      | Противник сбит, самолёт вернулся на аэродром. |
|    | 9 июля 1942     | Любцы Новгородской области        | таран                | истребитель              | Противник сбит, самолёт вернулся на аэродром. |
|    | 13 августа 1942 | Старая Русса Новгородской области | таран                | бомбардировщик           | Противник сбит, Ковзан выпрыгнул с парашютом. |
| 28 | 16 июля 1943    | Саратов                           | пулемётным огнём     | бомбардировщик           | Противник сбит, самолёт вернулся на аэродром. |

## Награды
- Медаль «Золотая Звезда» (№ 1103) — Указ Президиума Верховного Совета СССР от 24 августа 1943 года.
- 2 ордена Ленина[7](1942[2], 1943)
- Орден Красного Знамени[8] (1942) — младший лейтенант Ковзан награждён за совершенный таран самолёта Ю-88 в районе Любцы (был представлен к званию Героя Советского Союза)[9].
- Орден Отечественной войны I степени[1](1985)[10].
- Орден Красной Звезды.
- Медали.

## Память

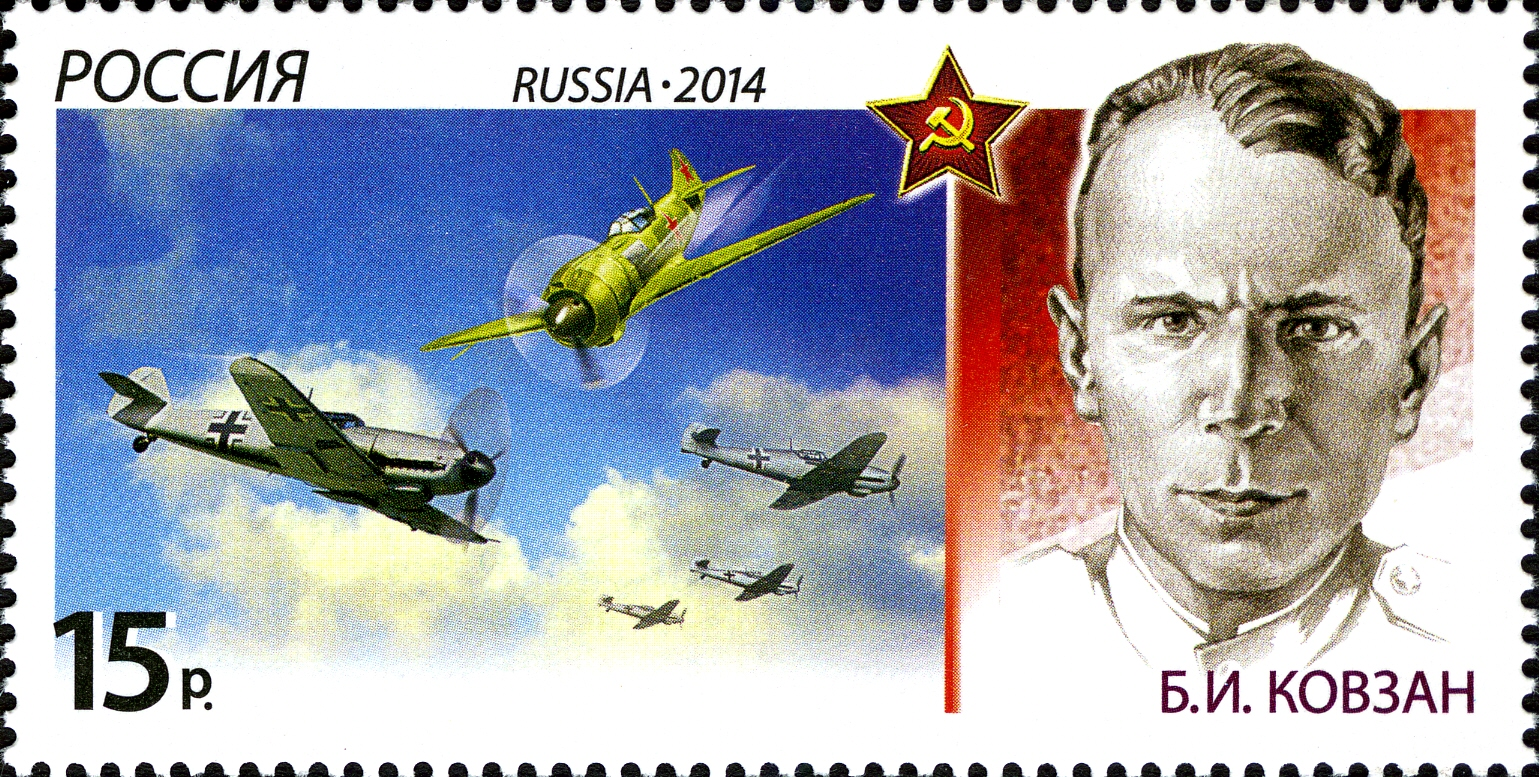
Почтовая марка России 2014 года..

В Бобруйске на аллее Героев установлен памятник.
В Бобруйске на здании аэроклуба, увековечен на мемориальной доске в числе четырёх Героев Советского Союза — выпускников аэроклуба.
- В Минске на фасаде дома, где Ковзан проживал с 1969-го по 1985 год, установлена мемориальная доска.
- В 2005 году в городе Рязани на доме, где он жил, установлена мемориальная доска.
- В Бобруйске есть улица имени Ковзана.
- Имя Б. И. Ковзана присвоено средней школе № 1 г. Бобруйска[11]